# Дуброво (Удмуртия)
Дуброво — деревня в Завьяловском районе Удмуртской Республики Российской Федерации.

## География
Находится в 29 км к юго-востоку от центра Ижевска и в 17 км к востоку от Завьялово.

## История
Основана в 1703 году (ровесница города Санкт-Петербурга) .
Деревня Гольянская Дуброва расположена при речке Гольянке, в 38 верстах от города Сарапула и в 6 верстах от волостного правления и приходской церкви. Школа имеется своя. Жители – русские, б. государственные крестьяне, православные. Первые переселенцы приехали сюда из села Гольян. Земля разделена по наличным душам мужского пола. В деревне насчитывается до 10 штук веялок. На речке Гольянке селение имеет три общественных водяных мукомольных мельницы.

### Административно-территориальная принадлежность
До 25 июня 2021 года входила в состав Гольянского сельского поселения, упразднённое в связи с преобразованием муниципального района в муниципальный округ.

## Население
| 2010 | 2012 |
| ---- | ---- |
| 52   | ↗56  |

### Историческая численность населения
По данным 1928 года в Дуброво проживало 391 человек..

### Национальный и гендерный состав
Согласно результатам переписи 2002 года, в национальной структуре населения русские составляли 96 % из 46 чел., из них 22 мужчины, 24 женщины.

## Инфраструктура
Личное подсобное хозяйство.

## Транспорт
Деревня доступна автотранспортом по просёлочным дорогам.